# Jerome Robinson (cestista 1997)
Jerome Robinson (Raleigh, 22 febbraio 1997) è un cestista statunitense.

## Carriera
Il 21 giugno 2018 è stato selezionato dai Los Angeles Clippers alla 13ª chiamata del Draft NBA 2018.

## Statistiche

### College
| Anno      | Squadra          | PG | PT | MP   | TC%  | 3P%  | TL%  | RP  | AP  | PRP | SP  | PP   |
| --------- | ---------------- | -- | -- | ---- | ---- | ---- | ---- | --- | --- | --- | --- | ---- |
| 2015-2016 | Boston C. Eagles | 23 | 23 | 33,4 | 42,9 | 38,1 | 64,3 | 4,0 | 3,0 | 1,4 | 0,3 | 11,7 |
| 2016-2017 | Boston C. Eagles | 32 | 32 | 34,0 | 42,3 | 33,3 | 72,2 | 3,9 | 3,4 | 1,7 | 0,4 | 18,7 |
| 2017-2018 | Boston C. Eagles | 35 | 35 | 36,0 | 48,5 | 40,9 | 83,0 | 3,6 | 3,3 | 0,9 | 0,1 | 20,7 |
| Carriera  | Carriera         | 90 | 90 | 34,6 | 45,0 | 37,6 | 75,5 | 3,8 | 3,3 | 1,3 | 0,3 | 17,7 |

### NBA

#### Regular Season
| Anno      | Squadra       | PG  | PT | MP   | TC%  | 3P%  | TL%  | RP  | AP  | PRP | SP  | PP  |
| --------- | ------------- | --- | -- | ---- | ---- | ---- | ---- | --- | --- | --- | --- | --- |
| 2018-2019 | L.A. Clippers | 33  | 0  | 9,7  | 40,0 | 31,6 | 66,7 | 1,2 | 0,6 | 0,3 | 0,1 | 3,4 |
| 2019-2020 | L.A. Clippers | 42  | 1  | 11,3 | 33,8 | 28,4 | 57,9 | 1,4 | 1,1 | 0,3 | 0,2 | 2,9 |
| 2019-2020 | Wash. Wizards | 21  | 5  | 24,0 | 39,7 | 34,9 | 76,3 | 3,3 | 2,0 | 0,7 | 0,4 | 9,4 |
| 2020-2021 | Wash. Wizards | 17  | 6  | 17,9 | 29,5 | 26,2 | 80,0 | 2,2 | 1,5 | 0,7 | 0,4 | 4,9 |
| 2023-2024 | G.S. Warriors | 22  | 0  | 3,7  | 33,3 | 11,8 | 63,6 | 0,3 | 0,2 | 0,0 | 0,1 | 1,4 |
| Carriera  | Carriera      | 135 | 12 | 12,5 | 36,1 | 29,7 | 71,1 | 1,6 | 1,0 | 0,4 | 0,2 | 4,0 |

#### Playoffs
| Anno     | Squadra       | PG | PT | MP  | TC%  | 3P%  | TL% | RP  | AP  | PRP | SP  | PP  |
| -------- | ------------- | -- | -- | --- | ---- | ---- | --- | --- | --- | --- | --- | --- |
| 2019     | L.A. Clippers | 5  | 0  | 9,2 | 35,7 | 50,0 | 100 | 1,2 | 1,4 | 0,4 | 0,0 | 3,6 |
| Carriera | Carriera      | 5  | 0  | 9,2 | 35,7 | 50,0 | 100 | 1,2 | 1,4 | 0,4 | 0,0 | 3,6 |

### G League
| Anno      | Squadra       | PG | PT | MP   | TC%  | 3P%  | TL%  | RP  | AP  | PRP | SP  | PP   |
| --------- | ------------- | -- | -- | ---- | ---- | ---- | ---- | --- | --- | --- | --- | ---- |
| 2018-2019 | A.C. Clippers | 24 | 23 | 31,9 | 43,5 | 41,2 | 78,1 | 4,2 | 3,8 | 1,2 | 0,3 | 18,9 |
| 2021-2022 | S.C. Warriors | 22 | 17 | 29,9 | 44,8 | 32,5 | 81,7 | 4,1 | 3,8 | 1,0 | 0,5 | 20,2 |
| 2022-2023 | S.C. Warriors | 38 | 35 | 29,4 | 45,5 | 35,3 | 90,9 | 4,1 | 4,6 | 0,9 | 0,5 | 14,6 |
| 2023-2024 | S.C. Warriors | 12 | 8  | 25,3 | 40,6 | 31,3 | 89,3 | 3,4 | 3,1 | 1,0 | 0,4 | 14,4 |
| Carriera  | Carriera      | 96 | 83 | 29,6 | 44,2 | 35,8 | 84,5 | 4,0 | 4,0 | 1,0 | 0,4 | 16,9 |